# Francesc Soulié
François Jacques Soulié (* 22. März 1978 in Carcassonne) ist ein ehemaliger andorranischer Skilangläufer. Er ist seit 2024 Trainer der belgischen Biathlon-Nationalmannschaft.

## Werdegang
Soulié lief sein erstes Weltcuprennen im Februar 2004 in La Clusaz, als er auf dem 82. Platz über 15 km Freistil landete. Bei den Olympischen Winterspielen 2006 in Pragelato erreichte er den 71. Rang über 15 km klassisch. Seine beste Platzierung bei den nordischen Skiweltmeisterschaften 2007 in Sapporo war der 44. Platz im 50-km-Massenstartrennen. Im Februar 2007 holte er in Changchun mit dem 24. Platz über 15 km Freistil seine ersten und bisher einzigen Weltcuppunkte. Die Tour de Ski 2008/09 beendete er auf den 52. Rang. Sein bestes Resultat bei den nordischen Skiweltmeisterschaften 2009 in Liberec war der 59. Platz im 30-km-Verfolgungsrennen. Bei den Olympischen Winterspielen 2010 in Vancouver war der 47. Platz im 50-km-Massenstartrennen sein bestes Ergebnis. Bei der Tour de Ski 2010/11 erreichte er den 35. Platz. Sein bestes Resultat bei den nordischen Skiweltmeisterschaften 2011 in Oslo war 65. Rang über 15 km klassisch.